# Cachoeira do Tombador (Nobres)
A Cachoeira do Tombador é uma queda d'água em Nobres, Mato Grosso. A cachoeira ganhou notoriedade a partir da revolução de 1901, estando próxima do núcleo do município. Perto do local haviam 3 casas de trabalhadores da usina que foi construída nas proximidades por Lygia Borges, mas apenas as ruínas de uma permanecem. O local passou a ser utilizado para atividades de educação ambiental, pesquisa científica e turismo sustentável controlado pela Votorantim Cimentos numa área de 296 hectares, tornando-se, em dezembro de 2014, Reserva Particular do Patrimônio Natural (RPPN), embora o reconhecimento só tenha vindo no ano seguinte.